# Flyktingförläggning
Flyktingförläggning, alternativ asylboende, är en institution där asylsökande placeras i samband med flykt från sin hembygd till en annan ort eller land. Flyktingläger är en enklare form av flyktingboende med ofta tillfälligt resta bostäder, medan flyktingförläggning (asylboende) innebär bostäder av mer permanent karaktär. Dessa båda begrepp är vanliga i samband med Sveriges flyktingmottagning. I Sverige drivs ett sådant boende av svenska migrationsverket, med bostäder för nya asylsökande och grundläggande service för dessa, samt med personal inrättad för att göra utredningar av de boende med stöd av utlänningslagen.
Migrationsverket själv kallar boendeformen anläggningsboende (ABO), till skillnad mot den alternativa formen eget boende (EBO), som den asylsökande själv ordnar. Anläggningsboende omfattar dock såväl Migrationsverkets egna anläggningar som lägenheter som verket kontrakterar i vanliga bostadsområden. I slutet av 2011 fanns cirka 21 500 personer i anläggningsboende.

## Attentat mot anläggningsboenden i Sverige
I början på 1990-talet inträffade flera attentat mot flyktingförläggningar i Sverige. Den svenska historikern Heléne Lööw, som studerade det, menade 2015 att den bild som gavs av förövarna i media var missvisande. Att av de som kom att dömas var majoriteten socialt förankrade män i åldern 20-35 varav de allra flesta inte var knutna till några organisationer. Det var alltså inte frågan om unga marginaliserade män som saknade arbete.
I samband med migrationskrisen i Europa förekom det 39 bränder (eller försök till bränder) mot asylboenden i Sverige mellan 1 juli och 9 december 2015. En tredjedel av bränderna orsakades av olyckor eller tekniska fel. Övriga bränder misstänks vara anlagda. Enligt Nationella operativa avdelningen har majoriteten av de åtta misstänkta gärningsmän som polisen lyckats knyta till bränderna bott på anläggningen som brunnit. Polisen uppskattade att en tredjedel av brandattackerna hade startat inne på hemmen. Enligt Säpo fanns det inte något som talade för att vit makt-miljön, eller andra brottsaktiva aktörer som Säpo följer, låg bakom attackerna.
2016 brann det 112 gånger och 92 av bränderna bedömdes vara anlagda, antingen av boende själva eller av personer utifrån. Heléne Lööw kommenterade att det mest anmärkningsvärda med statistiken var att den var så ofullständig och den extremt låga uppklarningsprocenten. Hon menade att det var extra angeläget med korrekt och jämförande statistik eftersom ryktesspridningen var stor.